# سیاه‌سنگ جدید
سیاه‌سنگ جدید، روستایی از توابع بخش بومهن شهرستان پردیس در استان تهران ایران است.

## جمعیت
این روستا در دهستان سیاهرود قرار دارد و براساس سرشماری مرکز آمار ایران در سال ۱۳۸۵، جمعیت آن ۱٬۳۵۰ نفر (۴۱۴ خانوار) بوده‌است.